# Generation Kill (miniserie)
Generation Kill is een miniserie van de Amerikaanse betaalzender HBO, gebaseerd op het boek met de gelijknamige titel (geschreven door Evan Wright), en bewerkt voor televisie door David Simon, Ed Burns, en Evan Wright. De televisieserie werd voor het eerst uitgezonden op 13 juli 2008 en omvat zeven afleveringen.
In België was de serie te bekijken op Canvas en Acht.

## Productie
De kabelzender HBO gaf de opdracht voor de zevendelige serie, gebaseerd op de ervaringen van de oorlogscorrespondent Evan Wright met het Eerste Verkenningsbataljon (First Recon) gedurende de eerste fase van de oorlog in Irak in 2003. De serie werd opgenomen in Afrika, meer bepaald in Zuid-Afrika, Mozambique en Namibië.

## Afleveringen
| Nr. | Titel                      | Schrijver(s)           | Regisseur          | Duur       | Uitzenddatum V.S. |  |
| --- | -------------------------- | ---------------------- | ------------------ | ---------- | ----------------- |  |
| 1 | Get Some                   | David Simon & Ed Burns | Susanna White      | 69 minuten | 13 juli 2008      |  |
| De mariniers van First Recon maken zich klaar om Irak binnen te vallen. Ondertussen vervoegt columnist Evan Wright van het blad Rolling Stone het bataljon. |                            |                        |                    |            |                   |  |
| 2 | The Cradle of Civilisation | Ed Burns & Evan Wright | Susanna White      |            | 20 juli 2008      |  |
| Bravo Company trekt noordwaarts en krijgt het bevel de Eufraat over te steken en elke gewapende Irakees als een vijand te beschouwen. Van Nasyria gaat het zonder tegenstand richting Mesopotamië, weliswaar met enige achterstand op de andere eenheden door het nemen van een verkeerde afslag. In Al Garraf mogen de manschappen eindelijk het vuur openen.                                                                |                            |                        |                    |            |                   |  |
| 3 | Screwby                    | Ed Burns               | Susanna White      |            | 27 juli 2008      |  |
| Bravo Company ziet hoe een ander bataljon een heel gehucht uitmoordt. Vervolgens moeten ze poolshoogte nemen in Ar Rifa. Nadat Alpha Company de stad heeft bestookt, moet er 40 km verderop een luchthaven worden veroverd, voor de Britse paracommando’s er aankomen. Een bevoorradingstruck wordt echter geraakt door vriendschappelijk vuur.                                                                               |                            |                        |                    |            |                   |  |
| 4 | Combat Jack                | David Simon            | Simon Cellan Jones |            | 3 augustus 2008   |  |
| Na de plundering van een bevoorradingstruck moet Alpha Company overleven op één maaltijd per dag. Bij het ophalen van een vermoorde Amerikaanse marinier in Ah Shatra duikt onverwacht een troep Iraakse vrijheidsstrijders op. Bravo Company rukt noordwaarts op, komt zwaar onder vuur te liggen en organiseert een wegblokkade buiten Al Hayy.                                                                             |                            |                        |                    |            |                   |  |
| 5 | A Burning Dog              | Evan Wright            | Simon Cellan Jones |            | 10 augustus 2008  |  |
| De manschappen van Bravo Company zijn gefrustreerd over de willekeur van de oorlog en Colbert heeft de grootste moeite om de beslissingen van zijn superieuren te verdedigen. First Recon krijgt lucht van een hinderlaag bij een brug en stuurt enkele pantserwagens vooruit om de weg vrij te maken. Wanneer na een nachtelijk gevecht ’s anderendaags de doden geteld worden, blijkt dat de vijand niet was wie men dacht. |                            |                        |                    |            |                   |  |
| 6 | Stay Frosty                | Ed Burns               | Simon Cellan Jones |            | 17 augustus 2008  |  |
| First Recon voert een voor hen ongewone opdracht uit. Lt. Kolonel Ferrando heeft een plan om zijn mannen terug in de strijd te werpen. |                            |                        |                    |            |                   |  |
| 7 | Bomb in the Garden         | David Simon            | Susanna White      |            | 24 augustus 2008  |  |
| Aangekomen in Bagdad, begint de First Recon aan haar dagelijkse verkenningsopdrachten. Daar ontdekken ze al gauw dat de problemen groter zijn dan ze aanvankelijk dachten. |                            |                        |                    |            |                   |  |

## Hoofdrolspelers
| Rol                                      | Acteur              |
| ---------------------------------------- | ------------------- |
| Sergeant Brad 'Iceman' Colbert           | Alexander Skarsgård |
| Korporaal Josh Ray Person                | James Ransone       |
| Korporaal Gabriel Garza                  | Rey Valentin        |
| Korporaal Harold 'James' Trombley        | Billy Lush          |
| Luitenant Nathaniel Fick                 | Stark Sands         |
| Evan Wright                              | Lee Tergesen        |
| Sergeant Antonio Espera                  | Jon Huertas         |
| Sergeant Rodolfo 'Rudy' Reyes            | Rudy Reyes          |
| Lt. Kolonel Stephen 'Godfather' Ferrando | Chance Kelly        |
| Sergeant Larry Shawn 'Pappy' Patrick     | Josh Barrett        |

## Muziek
Aflevering 1:
- "Merry Christmas from the Family" door Robert Earl Keen
- "Sk8er Boi" door Avril Lavigne
- "Lovin' You" door Minnie Riperton
- "Use Me" door Bill Withers

Aflevering 2:
- "Beyoglu" door DJ Kambo
- "The Marines' Hymn" Traditional
- "Smoke Signals" door Dada Flair
- "Complicated" door Avril Lavigne
- "Bodies" door Drowning Pool
- "Boyz-n-the-Hood" door Eazy-E
- "Hot in Herre" door Nelly

Aflevering 3:
- "Hot in Herre" door Nelly
- "Tainted Love" door Ed Cobb

Aflevering 4:
- "I Feel Like I'm Fixin' to Die" door Joe McDonald
- "Attahaddiat" door Kadhum Al Sahir
- "Entaha Almeshwar" door Kadhum Al Sahir
- "Copenhagen Song" door Josh Person
- "Teenage Dirtbag" door Wheatus

Aflevering 5:
- "On the Road Again" door Willie Nelson
- "Sundown" door Gordon Lightfoot
- "Gangsta Gangsta" door N.W.A.

Aflevering 6:
- "It Ain't Easy" door Tupac Shakur
- "Let Me Ride" door Dr. Dre
- "Fuck tha Police" door N.W.A.
- "Mamas Don't Let Your Babies Grow Up to Be Cowboys" door Ed Bruce
- "Can I Kick It?" door A Tribe Called Quest

Aflevering 7:
- "9 to 5 (Morning Train)" door Sheena Easton
- "Come Sail Away" door Styx
- "King of the Road" door Roger Miller
- "The Man Comes Around" door Johnny Cash

## Trivia
Sergeant Rudy Reyes speelt zichzelf in de serie. Hij was ook verantwoordelijk voor de training van de acteurs.